# Patrice Wymore
Patrice Wymore, (Miltonvale (Kansas), 17 december 1926 – Portland (Jamaica) 22 maart 2014) was een Amerikaanse actrice.

## Levensloop en carrière
De ouders van Wymore werkten in het vaudeville. Eind jaren 40 speelde Wymore op Broadway. Daarna verhuisde ze naar Hollywood. Haar eerste film was Tea for Two uit 1950 met Doris Day, Gordon MacRea en Eve Arden. In hetzelfde jaar speelde ze in de film Rocky Mountain met Errol Flynn. Ze raakte verliefd op Flynn en de twee huwden datzelfde jaar al. In 1951 speelde ze mee in I'll See You in My Dreams, opnieuw met Doris Day en ook Danny Thomas en Jim Backus. In 1953 speelde ze naast Virginia Mayo in She's Back on Broadway en in The Man Behind the Gun met Randolph Scott. In 1955 speelde ze samen met haar man in King's Rhapsody.
Flynn belandde echter van de ene depressie in de andere en Wymore besloot om haar acteercarrière on hold te zetten om haar man bij te staan. Door zijn veelvuldig drug- en alcoholgebruik ging Wymore weg van Flynn. Ze waren echter nog niet officieel gescheiden toen Flynn overleed in 1959.
In 1960 ging ze terug acteren. Ze speelde in verschillende musicals en had een kleine rol in kaskraker Ocean's 11. In 1967 stopte ze met acteren.
Flynn had haar een enorme kokosplantage nagelaten in Jamaica. Ze overleed in Jamaica in 2014 op 87-jarige leeftijd.

## Beknopte filmografie
- Tea for Two, 1950
- I'll See You in My Dreams, 1951
- The Big Trees, 1952
- Ocean's 11, 1960

- Biblioteca Nacional de España: XX1659891
- Bibliothèque nationale de France: cb14045624d (data)
- Gemeinsame Normdatei: 1015621554
- International Standard Name Identifier: 0000 0001 1471 4897
- Library of Congress Control Number: nr2001002705
- Virtual International Authority File: 44501191
- WorldCat: E39PBJrm9f6v8mhBkdvh6v7CQq